# Isla Russell
La isla Russel (del inglés: Russell Island) es una isla deshabitada del archipiélago ártico canadiense, localizada en el territorio de Nunavut, al norte de Canadá. Se encuentra en el canal de Parry, separada de la punta norte de la isla Príncipe de Gales por el angosto canal Baring. La isla es de forma irregular, con un istmo 1,1 kilómetros (0.68 millas) de ancho que une la porción más occidental (que es una tercera parte) con la porción más grande de la isla. Tiene una superficie de 989 km² (51.ª del país y 35ª de Nunavut), lo que la hace la isla más grande de la costa de la isla Príncipe de Gales.